# Tetranychus urticae
Tetranychus urticae là một loài Arachnida trong họ Tetranychidae. Loài này được Koch miêu tả khoa học đầu tiên.
Đây là loài gây hại phát triển phổ biến ở Uzbekistan.